# Provincia de Márquez
La provincia de Márquez es una de las quince provincias del departamento de Boyacá constituida por 10 Municipios. La mayor parte de la Provincia se ubica en el Centro-Sur de Boyacá a aproximadamente 28 km de Tunja, limita al norte con la Provincia de Centro, al oeste con la Provincia de Centro y con Cundinamarca hacia el sur con las provincias de Oriente, Neira y Lengupá y al este con las Provincias de Lengupá y Sugamuxi. Tiene aproximadamente 1.068 kilómetros cuadrados y 63.407 habitantes para 2023.
El territorio de la Provincia, estuvo habitado por indígenas, específicamente por los Muiscas.

## Etimología
El nombre de la Provincia, fue dado en honor al Presidente José Ignacio de Márquez, quien fue el primer presidente civilista (no militar) de la nación, que Gobernó el país desde 1837 a 1841.

## Límites provinciales
Los límites de la provincia son:
- Norte con la Provincia del Centro.
- Oeste con la Provincia del Centro y con el Departamento de Cundinamarca.
- Sur con las Provincias de Oriente, Neira y Lengupá.
- Este con las Provincias de Lengupá y Sugamuxi.

## Municipios
| Bandera | Nombre      | Área (km²) | Habitantes | Altitud (m s. n. m.) | Año de fundación | Código postal |
| ------- | ----------- | ---------- | ---------- | -------------------- | ---------------- | ------------- |
|         | Boyacá      | 48         | 5.392      | 2411                 | 1537             | 153610        |
|         | Ciénega     | 73         | 4.894      | 2455                 | 1818             | 153440        |
|         | Jenesano    | 59         | 7.666      | 2075                 | 1828             | 153601        |
|         | Nuevo Colón | 51         | 5.431      | 2460                 | 1783             | 153620        |
|         | Ramiriquí   | 139 km²    | 10.542     | 2313                 | 1541             | 153401        |
|         | Tibaná      | 122 km²    | 9.575      | 2111                 | 1537             | 153260        |
|         | Rondón      | 258 km²    | 2.513      | 2075                 | 1905             | 153420        |
|         | Turmequé    | 106 km²    | 6.455      | 2380                 | 1537             | 153630        |
|         | Úmbita      | 148 km²    | 7.954      | 2450                 | 1779             | 153240        |
|         | Viracachá   | 64 km²     | 2.985      | 2540                 | 1556             | 153450        |
|         | Total       | 1.068 km²  | 63.407     | -                    | -                | -             |